# 魔方陣
魔方陣（まほうじん、英語: magic square）とは、n × n 個の正方形の方陣に数字を配置し、縦・横・対角線のいずれの列についても、その列の数字の合計が同じになるもののことである。特に1から方陣のマスの総数 n2 までの数字を1つずつ過不足なく使ったものを言う。
このときの一列の和は、
{\displaystyle {\frac {1}{n}}\sum _{i=1}^{n^{2}}i={\frac {n(n^{2}+1)}{2}}}
と計算できる。
魔方陣の歴史は古く、中国では紀元前190年前には存在していた。魔法や神話的な意味を獲得し、芸術作品の象徴として様々な場所で用いられてきた。
現代では縦・横・対角線以外の形状の和や、数字の積などの単なる和以外の演算などにも一般化されている。

## 魔方陣の例
1×1の魔方陣は明らかである。
{\displaystyle {\begin{bmatrix}1\\\end{bmatrix}}}
2×2の魔方陣は同じ数字を使用しない限り存在しない。
＜証明＞
{\displaystyle {\begin{bmatrix}a&d\\b&c\\\end{bmatrix}}}
{\displaystyle a+b=a+c=a+d}　
ゆえに
{\displaystyle b=c=d}
したがって3×3のものが意味のあると思われる最小の魔方陣になる。

### 3×3の魔方陣
3×3の魔方陣（三方陣）は、対称形を除けば下記の形しか存在しない。各列の合計は15になる。
{\displaystyle {\begin{bmatrix}8&1&6\\3&5&7\\4&9&2\\\end{bmatrix}}}
三方陣の暗記法として、
- 「憎し(294)と思えば、七五三(753)、六一坊主に蜂(618)が刺す」
- 「憎し(294)と思えば、七五三(753)、六一八(618)はみな同じ」
- 「フクシ(294)マの、七五三(753)は、ロイヤ(618)ルホテルで」

などが知られている。
九星などで用いられる「河図洛書」（洛書）の図は次のとおりであり、上の図の対称形になっている。
| 4  | → 5 | 9  | ← 7 | 2  |
| ↑1 | 1   | ↑4 | 3   | ↓5 |
| 3  | → 2 | 5  | → 2 | 7  |
| ↓5 | 3   | ↑4 | 1   | ↑1 |
| 8  | ← 7 | 1  | → 5 | 6  |

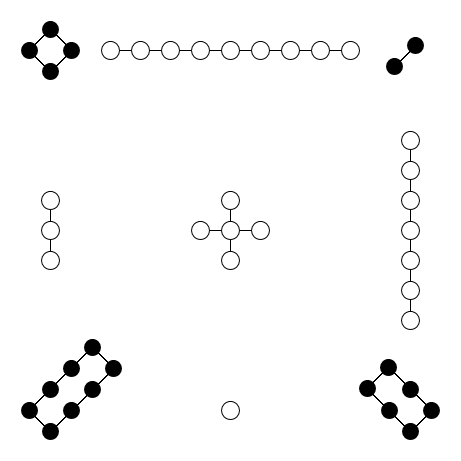
九数図:朱熹『周易本義』で洛書とされた

また西洋数秘術のサトゥルヌス魔方陣（土星魔方陣）は次の図のとおりである。
| 6 | 1 | 8 |
| 7 | 5 | 3 |
| 2 | 9 | 4 |

### 4×4の魔方陣

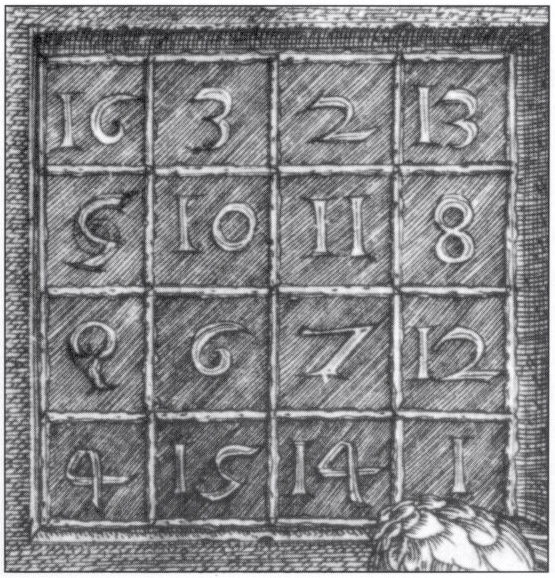
メランコリアIの中の魔方陣

4×4の魔方陣は全部で880通り存在する。4×4の魔方陣では、1行と4行を交換し、さらに1列と4列を交換すると別の4×4の魔方陣ができる。同様にして、2行と3行、2列と3列を交換するとまた別の4×4の魔方陣ができる。1行と2行、3行と4行、1列と2列、3列と4列を交換すると外枠の四角と内枠の四角が交換された別の4×4の魔方陣ができる。右の図は、アルブレヒト・デューラーが描いたメランコリアIの中にある魔方陣を拡大したものである。
一例を示す。
{\displaystyle {\begin{bmatrix}1&2&15&16\\13&14&3&4\\12&7&10&5\\8&11&6&9\\\end{bmatrix}}}
| 1  | 2  | 15 | 16 |
| 13 | 14 | 3  | 4  |
| 12 | 7  | 10 | 5  |
| 8  | 11 | 6  | 9  |

| 8  | 11 | 6  | 9  |
| -- | -- | -- | -- |
| 13 | 14 | 3  | 4  |
| 12 | 7  | 10 | 5  |
| 1  | 2  | 15 | 16 |

| 9  | 11 | 6  | 8  |
| 4  | 14 | 3  | 13 |
| 5  | 7  | 10 | 12 |
| 16 | 2  | 15 | 1  |

| 1  | 2  | 15 | 16 |
| 13 | 14 | 3  | 4  |
| 12 | 7  | 10 | 5  |
| 8  | 11 | 6  | 9  |

| 1  | 2  | 15 | 16 |
| 12 | 7  | 10 | 5  |
| 13 | 14 | 3  | 4  |
| 8  | 11 | 6  | 9  |

| 1  | 15 | 2  | 16 |
| 12 | 10 | 7  | 5  |
| 13 | 3  | 14 | 4  |
| 8  | 6  | 11 | 9  |

| 1  | 2  | 15 | 16 |
| 13 | 14 | 3  | 4  |
| 12 | 7  | 10 | 5  |
| 8  | 11 | 6  | 9  |

| 13 | 14 | 3  | 4  |
| 1  | 2  | 15 | 16 |
| 8  | 11 | 6  | 9  |
| 12 | 7  | 10 | 5  |
| -- | -- | -- | -- |

| 14 | 13 | 4  | 3  |
| 2  | 1  | 16 | 15 |
| 11 | 8  | 9  | 6  |
| 7  | 12 | 5  | 10 |
| -- | -- | -- | -- |

### 5×5の魔方陣
1970年代から2億7530万5224通り（対称形などをのぞく）存在することが知られている。
一例を示す。
{\displaystyle {\begin{bmatrix}11&24&7&20&3\\4&12&25&8&16\\17&5&13&21&9\\10&18&1&14&22\\23&6&19&2&15\end{bmatrix}}}

### 6×6の魔方陣
6×6の魔方陣は、一般的な作り方は知られていないため、いろいろな人物が独自の方陣を発表している。一例として久留島喜内による魔方陣をあげる。
{\displaystyle {\begin{bmatrix}1&2&3&34&35&36\\31&32&15&4&23&6\\30&29&28&9&8&7\\12&11&10&27&26&25\\24&20&22&21&5&19\\13&17&33&16&14&18\end{bmatrix}}}
山梨大学名誉教授の美濃英俊(1962-、北海道出身、名古屋大学・同大学院卒)は、クラウドサービスが提供する多数のGPUを利用して6×6の魔方陣の2回にわたる数え上げを行った。1回目の数え上げに延べ80,000時間相当、2回目の数え上げには性能改善されたプログラムを使って延べ 54,000時間を要し、2回の訂正を経て、2024年2月に6×6の魔方陣の総数を1775京3889兆1976億6063万5632通り（回転、反転を除く）と発表している。
これにより、n×nの魔方陣の総数は、nの小さい順に
1, 0, 1, 880, 275305224, 17753889197660635632 (オンライン整数列大辞典の数列A006052)
である。

### 9×9の魔方陣
9×9＝81。中心が41で、縦・横・対角線の和がすべて369。中国の程大位の『算法統宗』（1593年）第12巻には4 - 10次方陣までが説かれており、9次方陣の「九九図」も載っているという（実際の図は丸囲みの漢数字で枠なしだが下図では便宜上変更）。
3次方陣に関連した法則も見られる。計81の数字を9つ（3×3）のブロックに分けて考えた場合、例えば上中のブロックはすべて9の倍数になっている。
{\displaystyle {\begin{bmatrix}9x+4&9x+9&9x+2\\9x+3&9x+5&9x+7\\9x+8&9x+1&9x+6\\\end{bmatrix}}}
| 「九九図」 | 「九九図」 | 「九九図」 | 「九九図」 | 「九九図」 | 「九九図」 | 「九九図」 | 「九九図」 | 「九九図」 | 「九九図」 | 「九九図」 |
| ---------- | ---------- | ---------- | ---------- | ---------- | ---------- | ---------- | ---------- | ---------- | ---------- | ---------- |
| 31         | 76         | 13         |            | 36         | 81         | 18         |            | 29         | 74         | 11         |
| 22         | 40         | 58         | 27         | 45         | 63         | 20         | 38         | 56         |            |            |
| 67         | 4          | 49         | 72         | 9          | 54         | 65         | 2          | 47         |            |            |
|            |            |            |            |            |            |            |            |            |            |            |
| 30         | 75         | 12         | 32         | 77         | 14         | 34         | 79         | 16         |            |            |
| 21         | 39         | 57         | 23         | 41         | 59         | 25         | 43         | 61         |            |            |
| 66         | 3          | 48         | 68         | 5          | 50         | 70         | 7          | 52         |            |            |
|            |            |            |            |            |            |            |            |            |            |            |
| 35         | 80         | 17         | 28         | 73         | 10         | 33         | 78         | 15         |            |            |
| 26         | 44         | 62         | 19         | 37         | 55         | 24         | 42         | 60         |            |            |
| 71         | 8          | 53         | 64         | 1          | 46         | 69         | 6          | 51         |            |            |

| 31 | 36 | 29 | 76 | 81 | 74 | 13 | 18 | 11 |
| 30 | 32 | 34 | 75 | 77 | 79 | 12 | 14 | 16 |
| 35 | 28 | 33 | 80 | 73 | 78 | 17 | 10 | 15 |
| 22 | 27 | 20 | 40 | 45 | 38 | 58 | 63 | 56 |
| 21 | 23 | 25 | 39 | 41 | 43 | 57 | 59 | 61 |
| 26 | 19 | 24 | 44 | 37 | 42 | 62 | 55 | 60 |
| 67 | 72 | 65 | 4  | 9  | 2  | 49 | 54 | 47 |
| 66 | 68 | 70 | 3  | 5  | 7  | 48 | 50 | 52 |
| 71 | 64 | 69 | 8  | 1  | 6  | 53 | 46 | 51 |

| 31 | 36 | 29 | 76 | 81 | 74 | 13 | 18 | 11 |
| 30 | 32 | 34 | 75 | 77 | 79 | 12 | 14 | 16 |
| 35 | 28 | 33 | 80 | 73 | 78 | 17 | 10 | 15 |
| 22 | 27 | 20 | 40 | 45 | 38 | 58 | 63 | 56 |
| 21 | 23 | 25 | 39 | 41 | 43 | 57 | 59 | 61 |
| 26 | 19 | 24 | 44 | 37 | 42 | 62 | 55 | 60 |
| 67 | 72 | 65 | 4  | 9  | 2  | 49 | 54 | 47 |
| 66 | 68 | 70 | 3  | 5  | 7  | 48 | 50 | 52 |
| 71 | 64 | 69 | 8  | 1  | 6  | 53 | 46 | 51 |

| 31 | 36 | 29 | 76 | 81 | 74 | 13 | 18 | 11 |
| 30 | 32 | 34 | 75 | 77 | 79 | 12 | 14 | 16 |
| 35 | 28 | 33 | 80 | 73 | 78 | 17 | 10 | 15 |
| 22 | 27 | 20 | 40 | 45 | 38 | 58 | 63 | 56 |
| 21 | 23 | 25 | 39 | 41 | 43 | 57 | 59 | 61 |
| 26 | 19 | 24 | 44 | 37 | 42 | 62 | 55 | 60 |
| 67 | 72 | 65 | 4  | 9  | 2  | 49 | 54 | 47 |
| 66 | 68 | 70 | 3  | 5  | 7  | 48 | 50 | 52 |
| 71 | 64 | 69 | 8  | 1  | 6  | 53 | 46 | 51 |

| 31 | 36 | 29 | 76 | 81 | 74 | 13 | 18 | 11 |
| 30 | 32 | 34 | 75 | 77 | 79 | 12 | 14 | 16 |
| 35 | 28 | 33 | 80 | 73 | 78 | 17 | 10 | 15 |
| 22 | 27 | 20 | 40 | 45 | 38 | 58 | 63 | 56 |
| 21 | 23 | 25 | 39 | 41 | 43 | 57 | 59 | 61 |
| 26 | 19 | 24 | 44 | 37 | 42 | 62 | 55 | 60 |
| 67 | 72 | 65 | 4  | 9  | 2  | 49 | 54 | 47 |
| 66 | 68 | 70 | 3  | 5  | 7  | 48 | 50 | 52 |
| 71 | 64 | 69 | 8  | 1  | 6  | 53 | 46 | 51 |

| 昔の欧州で発見 | 昔の欧州で発見 | 昔の欧州で発見 | 昔の欧州で発見 | 昔の欧州で発見 | 昔の欧州で発見 | 昔の欧州で発見 | 昔の欧州で発見 | 昔の欧州で発見 |
| -------------- | -------------- | -------------- | -------------- | -------------- | -------------- | -------------- | -------------- | -------------- |
| 37             | 78             | 29             | 70             | 21             | 62             | 13             | 54             | 5              |
| 6              | 38             | 79             | 30             | 71             | 22             | 63             | 14             | 46             |
| 47             | 7              | 39             | 80             | 31             | 72             | 23             | 55             | 15             |
| 16             | 48             | 8              | 40             | 81             | 32             | 64             | 24             | 56             |
| 57             | 17             | 49             | 9              | 41             | 73             | 33             | 65             | 25             |
| 26             | 58             | 18             | 50             | 1              | 42             | 74             | 34             | 66             |
| 67             | 27             | 59             | 10             | 51             | 2              | 43             | 75             | 35             |
| 36             | 68             | 19             | 60             | 11             | 52             | 3              | 44             | 76             |
| 77             | 28             | 69             | 20             | 61             | 12             | 53             | 4              | 45             |

| ？ | ？ | ？ | ？ | ？ | ？ | ？ | ？ | ？ |
| -- | -- | -- | -- | -- | -- | -- | -- | -- |
| 47 | 58 | 69 | 80 | 1  | 12 | 23 | 34 | 45 |
| 57 | 68 | 79 | 9  | 11 | 22 | 33 | 44 | 46 |
| 67 | 78 | 8  | 10 | 21 | 32 | 43 | 54 | 56 |
| 77 | 7  | 18 | 20 | 31 | 42 | 53 | 55 | 66 |
| 6  | 17 | 19 | 30 | 41 | 52 | 63 | 65 | 76 |
| 16 | 27 | 29 | 40 | 51 | 62 | 64 | 75 | 5  |
| 26 | 28 | 39 | 50 | 61 | 72 | 74 | 4  | 15 |
| 36 | 38 | 49 | 60 | 71 | 73 | 3  | 14 | 25 |
| 37 | 48 | 59 | 70 | 81 | 2  | 13 | 24 | 35 |

3の冪乗の魔方陣
27×27の魔方陣も可能。27×27＝729。中心が365で、縦・横・対角線の和がすべて9855。
上記の「九九図のブロックごとの座標置換」を丸ごと、下中のブロックに配置。82以降の数を同様の法則で配置していく。それぞれのブロックも魔方陣になっており、中心の数の下一桁は、そのブロックの順序（下図の漢数字）と一致している（ブロックごとに81ずつ数が増える関係）。
| （ ）は中心の数 下段太字は各ブロック縦横斜の和 | （ ）は中心の数 下段太字は各ブロック縦横斜の和 | （ ）は中心の数 下段太字は各ブロック縦横斜の和 |
| ---------------------------------------------- | ---------------------------------------------- | ---------------------------------------------- |
| 四 （284） 244 - 324 2556                      | 九 （689） 649 - 729 6201                      | 二 （122） 082 - 162 1098                      |
| 三 （203） 163 - 243 1827                      | 五 （365） 325 - 405 3285                      | 七 （527） 487 - 567 4743                      |
| 八 （608） 568 - 648 5472                      | 一 （41） 001 - 81 369                         | 六 （446） 406 - 486 4014                      |

## 魔方陣の作り方

### 奇数×奇数の魔方陣の作り方
奇数次の魔方陣の一般的な作り方はいくつか存在する。どの方法を用いても 3×3 の魔方陣は同じ配列になる。

#### ヒンズーの連続方式
1. 上段の中央を1にする
2. 右上に次の数字を置いていく（最上段の上は最下段になる。下の図を参照。）
3. 右上が埋まっていたら一つ下に次の数字を置く
4. 再び右上へと数字を埋めていく
5. 後は3,4の繰り返しで完成[8]

- 例:7×7

{\displaystyle {\begin{bmatrix}-&-&-&1&-&-&-\\-&-&-&-&-&-&-\\-&-&-&-&-&-&-\\-&-&-&-&-&-&-\\-&-&-&-&-&-&-\\-&-&-&-&-&-&-\\-&-&-&-&-&-&-\\\end{bmatrix}}}
{\displaystyle {\begin{bmatrix}-&-&-&1&-&-&-\\-&-&7&-&-&-&-\\-&6&-&-&-&-&-\\5&-&-&-&-&-&-\\-&-&-&-&-&-&4\\-&-&-&-&-&3&-\\-&-&-&-&2&-&-\\\end{bmatrix}}}
{\displaystyle {\begin{bmatrix}-&-&-&1&-&-&-\\-&-&7&-&-&-&-\\-&6&8&-&-&-&-\\5&-&-&-&-&-&-\\-&-&-&-&-&-&4\\-&-&-&-&-&3&-\\-&-&-&-&2&-&-\\\end{bmatrix}}}
{\displaystyle {\begin{bmatrix}-&-&-&1&10&-&-\\-&-&7&9&-&-&-\\-&6&8&-&-&-&-\\5&14&-&-&-&-&-\\13&-&-&-&-&-&4\\-&-&-&-&-&3&12\\-&-&-&-&2&11&-\\\end{bmatrix}}}
{\displaystyle {\begin{bmatrix}30&39&48&1&10&19&28\\38&47&7&9&18&27&29\\46&6&8&17&26&35&37\\5&14&16&25&34&36&45\\13&15&24&33&42&44&4\\21&23&32&41&43&3&12\\22&31&40&49&2&11&20\\\end{bmatrix}}}
下段の中央を1にしたり、左斜めに進める方法もあるが、これらは対称形なのですべて同じ方法。

#### バシェー方式
以下の方法はフランスのクロード＝ガスパール・バシェ・ド・メジリアクによる。

左の図のように数字を斜めに順番に並べる。右の図の2重線で囲った範囲が最終的に魔方陣ができる場所である。

枠から右にはみ出した部分を左に平行移動させる（左の図）。他の部分も同様に平行移動させると完成である（右の図）。

#### 5×5の魔方陣の作り方
下図で、A,B,C,D,E には 1,2,3,4,5 を F,G,H,I,J には 0,5,10,15,20を、任意の順に割り当てることで、魔方陣が作れる。
（先にAに3、Fに10を割り当て済みのパターンでは、 残り4種類の数字の配置が自由）
{\displaystyle {\begin{bmatrix}A&B&C&D&E\\C&D&E&A&B\\E&A&B&C&D\\B&C&D&E&A\\D&E&A&B&C\\\end{bmatrix}}}
　+　
{\displaystyle {\begin{bmatrix}F&G&H&I&J\\I&J&F&G&H\\G&H&I&J&F\\J&F&G&H&I\\H&I&J&F&G\\\end{bmatrix}}}
{\displaystyle {\begin{bmatrix}B&C&D&E&3\\C&D&E&3&B\\D&E&3&B&C\\E&3&B&C&D\\3&B&C&D&E\\\end{bmatrix}}}
　+　
{\displaystyle {\begin{bmatrix}10&G&H&I&J\\J&10&G&H&I\\I&J&10&G&H\\H&I&J&10&G\\G&H&I&J&10\\\end{bmatrix}}}
{\displaystyle {\begin{bmatrix}A&B&C&D&E\\C&D&E&A&B\\E&A&B&C&D\\B&C&D&E&A\\D&E&A&B&C\\\end{bmatrix}}}
　+　
{\displaystyle {\begin{bmatrix}10&G&H&I&J\\J&10&G&H&I\\I&J&10&G&H\\H&I&J&10&G\\G&H&I&J&10\\\end{bmatrix}}}
{\displaystyle {\begin{bmatrix}3&B&C&D&E\\E&3&B&C&D\\D&E&3&B&C\\C&D&E&3&B\\B&C&D&E&3\\\end{bmatrix}}}
　+　
{\displaystyle {\begin{bmatrix}F&G&H&I&J\\H&I&J&F&G\\J&F&G&H&I\\G&H&I&J&F\\I&J&F&G&H\\\end{bmatrix}}}

### 4の倍数×4の倍数の魔方陣の作り方
1. 4×4のブロックに区切り、対角線をイメージする
2. 左上から右へ、1から順々に数え上げ、「対角線にあたる」ところだけに数字を置く
3. 右下から左へ、1から順々に数え上げ、「対角線にあたらない」ところだけに数字を置く

- 例 : 8×8

{\displaystyle {\begin{bmatrix}\diagdown &-&-&\diagup &\diagdown &-&-&\diagup \\-&\diagdown &\diagup &-&-&\diagdown &\diagup &-\\-&\diagup &\diagdown &-&-&\diagup &\diagdown &-\\\diagup &-&-&\diagdown &\diagup &-&-&\diagdown \\\diagdown &-&-&\diagup &\diagdown &-&-&\diagup \\-&\diagdown &\diagup &-&-&\diagdown &\diagup &-\\-&\diagup &\diagdown &-&-&\diagup &\diagdown &-\\\diagup &-&-&\diagdown &\diagup &-&-&\diagdown \\\end{bmatrix}}}
{\displaystyle {\begin{bmatrix}1&-&-&4&5&-&-&8\\-&10&11&-&-&14&15&-\\-&18&19&-&-&22&23&-\\25&-&-&28&29&-&-&32\\33&-&-&36&37&-&-&40\\-&42&43&-&-&46&47&-\\-&50&51&-&-&54&55&-\\57&-&-&60&61&-&-&64\\\end{bmatrix}}}
{\displaystyle {\begin{bmatrix}\diagdown &63&62&\diagup &\diagdown &59&58&\diagup \\56&\diagdown &\diagup &53&52&\diagdown &\diagup &49\\48&\diagup &\diagdown &45&44&\diagup &\diagdown &41\\\diagup &39&38&\diagdown &\diagup &35&34&\diagdown \\\diagdown &31&30&\diagup &\diagdown &27&26&\diagup \\24&\diagdown &\diagup &21&20&\diagdown &\diagup &17\\16&\diagup &\diagdown &13&12&\diagup &\diagdown &9\\\diagup &7&6&\diagdown &\diagup &3&2&\diagdown \\\end{bmatrix}}}
{\displaystyle {\begin{bmatrix}1&63&62&4&5&59&58&8\\56&10&11&53&52&14&15&49\\48&18&19&45&44&22&23&41\\25&39&38&28&29&35&34&32\\33&31&30&36&37&27&26&40\\24&42&43&21&20&46&47&17\\16&50&51&13&12&54&55&9\\57&7&6&60&61&3&2&64\\\end{bmatrix}}}
- 例 : 4×4

{\displaystyle {\begin{bmatrix}\diagdown &-&-&\diagup \\-&\diagdown &\diagup &-\\-&\diagup &\diagdown &-\\\diagup &-&-&\diagdown \\\end{bmatrix}}}
{\displaystyle {\begin{bmatrix}1&-&-&4\\-&6&7&-\\-&10&11&-\\13&-&-&16\\\end{bmatrix}}}
{\displaystyle {\begin{bmatrix}\diagdown &15&14&\diagup \\12&\diagdown &\diagup &9\\8&\diagup &\diagdown &5\\\diagup &3&2&\diagdown \\\end{bmatrix}}}
{\displaystyle {\begin{bmatrix}1&15&14&4\\12&6&7&9\\8&10&11&5\\13&3&2&16\\\end{bmatrix}}}

#### 4×4の魔方陣の作り方
0と1とを同数だけ要素とした4x4方陣にて　縦・横・対角上の和が一致する組み合わせは、下記のABCDE5通り。
これらを下記のように組合せて　2進数4桁の各位に割り当てれば、0から15までの数からなる4方陣が作れる。さらに全体に1ずつ加算することで、普通の1から16までの数からなる魔方陣が得られる。
A=
{\displaystyle {\begin{bmatrix}1&1&0&0\\0&0&1&1\\1&1&0&0\\0&0&1&1\\\end{bmatrix}}}
,B=
{\displaystyle {\begin{bmatrix}1&0&1&0\\0&1&0&1\\0&1&0&1\\1&0&1&0\\\end{bmatrix}}}
,C=
{\displaystyle {\begin{bmatrix}1&1&0&0\\0&0&1&1\\0&0&1&1\\1&1&0&0\\\end{bmatrix}}}
,D=
{\displaystyle {\begin{bmatrix}1&1&0&0\\1&0&1&0\\0&1&0&1\\0&0&1&1\\\end{bmatrix}}}
,E=
{\displaystyle {\begin{bmatrix}0&1&0&1\\1&1&0&0\\0&0&1&1\\1&0&1&0\\\end{bmatrix}}}
All1＝
{\displaystyle {\begin{bmatrix}1&1&1&1\\1&1&1&1\\1&1&1&1\\1&1&1&1\\\end{bmatrix}}}
Sample: 8*A + 4*B + 2*A' + B' + All1
=
{\displaystyle {\begin{bmatrix}8&8&0&0\\0&0&8&8\\8&8&0&0\\0&0&8&8\\\end{bmatrix}}}　+　{\displaystyle {\begin{bmatrix}4&0&4&0\\0&4&0&4\\0&4&0&4\\4&0&4&0\\\end{bmatrix}}}　+　{\displaystyle {\begin{bmatrix}2&0&2&0\\2&0&2&0\\0&2&0&2\\0&2&0&2\\\end{bmatrix}}}　+　{\displaystyle {\begin{bmatrix}1&0&0&1\\0&1&1&0\\1&0&0&1\\0&1&1&0\\\end{bmatrix}}}　+　{\displaystyle {\begin{bmatrix}1&1&1&1\\1&1&1&1\\1&1&1&1\\1&1&1&1\\\end{bmatrix}}}
=
{\displaystyle {\begin{bmatrix}8+4+2+1+1&8+0+0+0+1&0+4+2+0+1&0+0+0+1+1\\0+0+2+0+1&0+4+0+1+1&8+0+2+1+1&8+4+0+0+1\\8+0+0+1+1&8+4+2+0+1&0+0+0+0+1&0+4+2+1+1\\0+4+0+0+1&0+0+2+1+1&8+4+0+1+1&8+0+2+0+1\\\end{bmatrix}}}
=
{\displaystyle {\begin{bmatrix}16&9&7&2\\3&6&12&13\\10&15&1&8\\5&4&14&11\\\end{bmatrix}}}
4x4魔方陣は880通りあることが知られており、上記の方法にてその6割にあたる528通りを作れる。
特に、AとBとだけを向きを変えて4通り組み合わせることで汎対角方向の数の和も一致する完全魔方陣48種類を作れる。

### (4n+2)×(4n+2) の魔方陣の作り方

#### LUX法
LUX法は、ジョン・ホートン・コンウェイによって考案された (4n+2)×(4n+2) の魔方陣を作る方法である。
元となる (2n+1)×(2n+1) の魔方陣を用意して、それぞれの値から1を引いて4倍する。
{\displaystyle {\begin{bmatrix}64&92&0&28&56\\88&16&24&52&60\\12&20&48&76&84\\36&44&72&80&8\\40&68&96&4&32\\\end{bmatrix}}}
(2n+1)×(2n+1)の行列を作り、ど真ん中の行の1つ下の行をU、その上の n+1行をL、下の n-1行を X とする。その後中央の L とその下の U を入れ替える。
n=1の場合、
{\displaystyle {\begin{bmatrix}L&L&L\\L&U&L\\U&L&U\\\end{bmatrix}}}
n=3の場合、
{\displaystyle {\begin{bmatrix}L&L&L&L&L&L&L\\L&L&L&L&L&L&L\\L&L&L&L&L&L&L\\L&L&L&U&L&L&L\\U&U&U&L&U&U&U\\X&X&X&X&X&X&X\\X&X&X&X&X&X&X\\\end{bmatrix}}}
n=0の場合は定義できない。
n=2の場合、
{\displaystyle {\begin{bmatrix}L&L&L&L&L\\L&L&L&L&L\\L&L&U&L&L\\U&U&L&U&U\\X&X&X&X&X\\\end{bmatrix}}}
この行列と元の魔方陣を加えたものを作る。
{\displaystyle {\begin{bmatrix}64+L&92+L&0+L&28+L&56+L\\88+L&16+L&24+L&52+L&60+L\\12+L&20+L&48+U&76+L&84+L\\36+U&44+U&72+L&80+U&8+U\\40+X&68+X&96+X&4+X&32+X\\\end{bmatrix}}}
{\displaystyle L={\begin{bmatrix}4&1\\2&3\\\end{bmatrix}}U={\begin{bmatrix}1&4\\2&3\\\end{bmatrix}}X={\begin{bmatrix}1&4\\3&2\\\end{bmatrix}}}
を代入すると、求める大きさの魔方陣が完成する。
{\displaystyle {\begin{bmatrix}68&65&96&93&4&1&32&29&60&57\\66&67&94&95&2&3&30&31&58&59\\92&89&20&17&28&25&56&53&64&61\\90&91&18&19&26&27&54&55&62&63\\16&13&24&21&49&52&80&77&88&85\\14&15&22&23&50&51&78&79&86&87\\37&40&45&48&76&73&81&84&9&12\\38&39&46&47&74&75&82&83&10&11\\41&44&69&72&97&100&5&8&33&36\\43&42&71&70&99&98&7&6&35&34\\\end{bmatrix}}}

### 外枠を付け足す方法
既知の n×n の魔方陣の周りに数字を配置し、(n+2)×(n+2)の魔方陣を作ることができる。この方法は関孝和が1683年に発表している。この方法は西洋ではじめて魔方陣の作法を試みたミハエル・シュティフェルのもの（1544年）と同じである。この方法で作られた方陣は、自動的に親子方陣となる。
偶数次・奇数次のどちらでもこの方法は使用できるが、奇数次・4の倍数次・4の倍数でない偶数次のいずれかで、配置の方法は異なってくる。

## ユピテル魔方陣

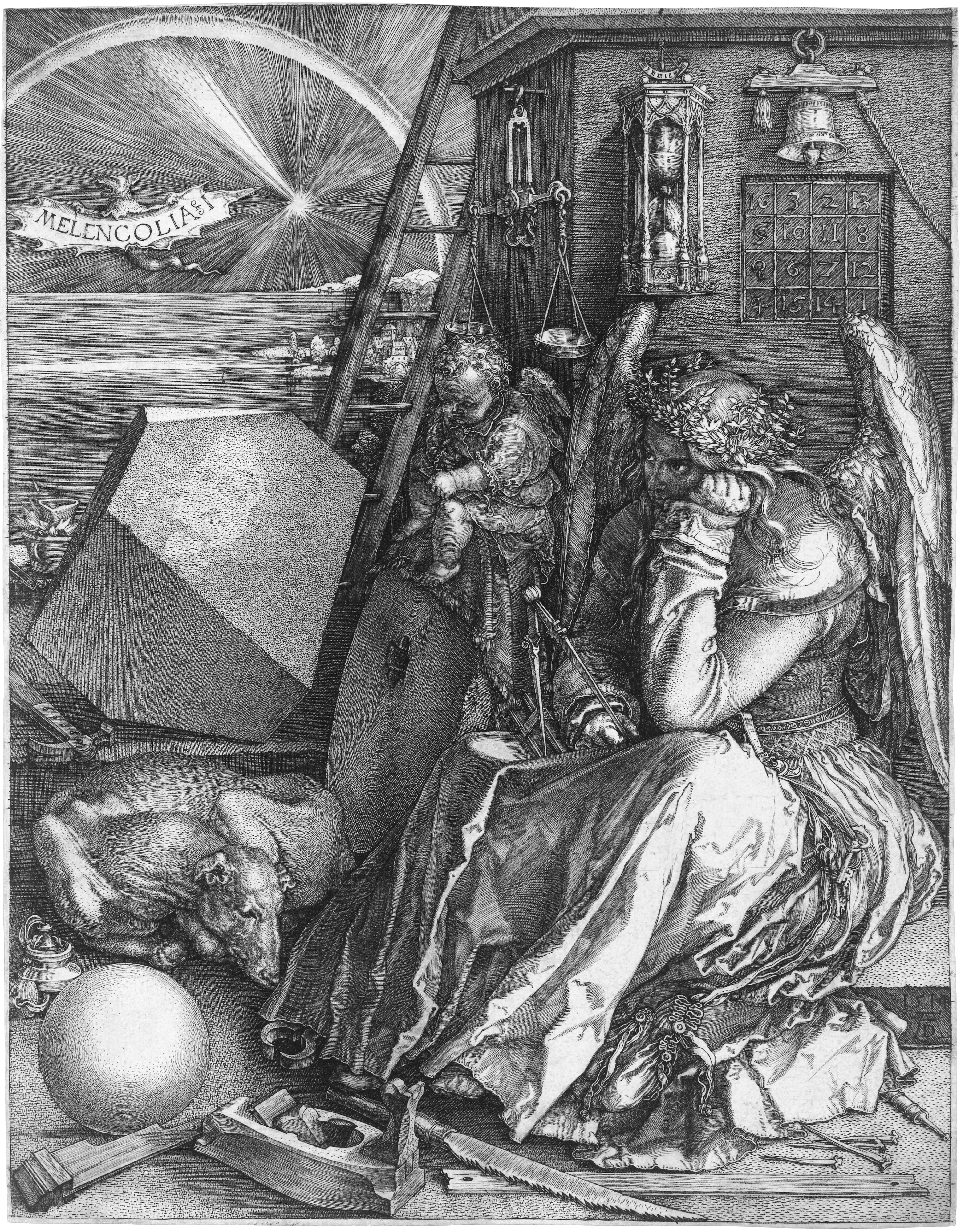
アルブレヒト・デューラーの銅版画『メランコリア1』

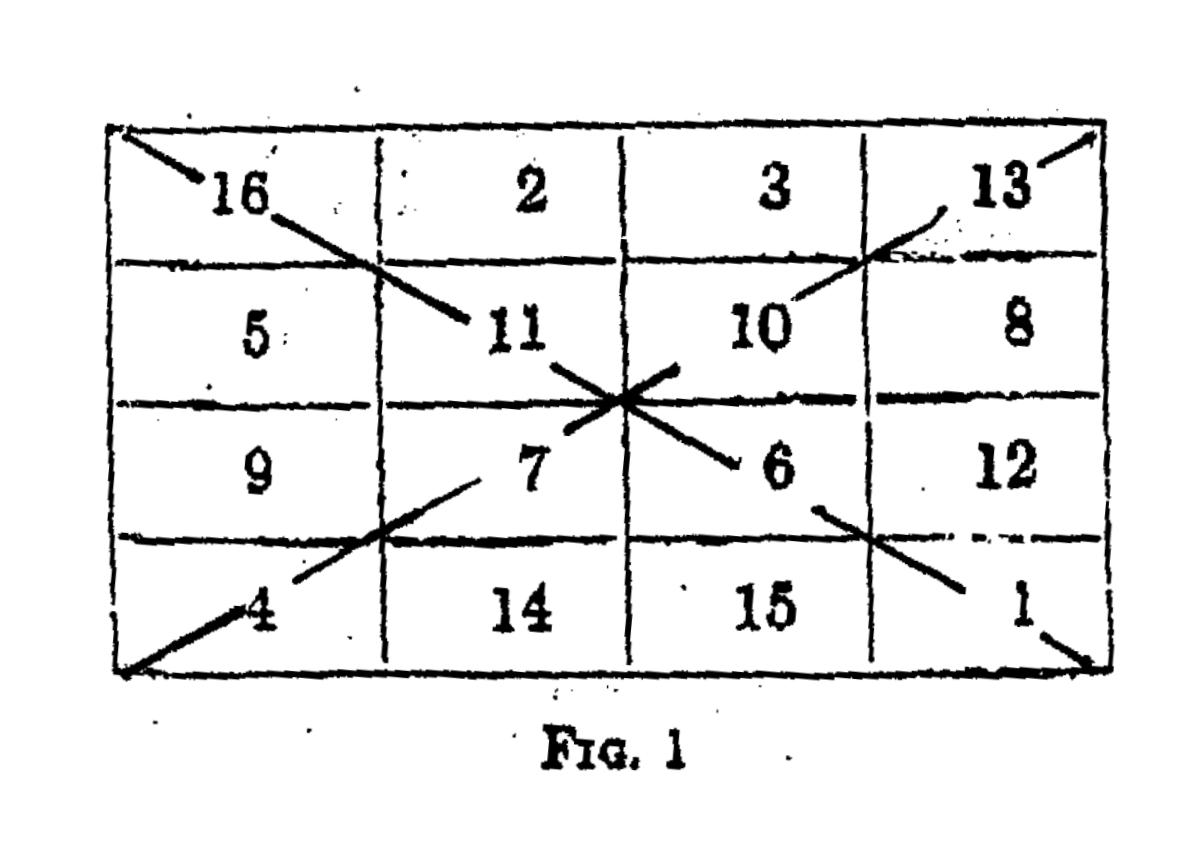
上下反転させたもの
（Mystic square）

西洋数秘術のユピテル魔方陣（木星魔方陣）は次の図のとおりである。各ラインの和は34（女性数の最初2と男性素数17（ピタゴラス学派では不幸とする）の積）になっている。縦、横、斜めのいずれの列も和が等しくなるように数字を並べたばかりでなく、右上の四マス（右下、左上、左下それぞれの四マスも同様）、中央2列の端の四マス、中央2行の端の四マス、中央の四マスや隅の四マスまでひとつ残らず和が34になっている。
{\displaystyle {\begin{bmatrix}4&14&15&1\\9&7&6&12\\5&11&10&8\\16&2&3&13\\\end{bmatrix}}}
アルブレヒト・デューラーの『メランコリア1』という作品には砂時計隣に4×4の次の図のユピテル魔方陣が描かれている。この魔方陣の中には、偉業を達成した制作年の1514が埋め込まれている。
{\displaystyle {\begin{bmatrix}16&3&2&13\\5&10&11&8\\9&6&7&12\\4&15&14&1\end{bmatrix}}}

## 特殊な魔方陣

### 完全方陣
斜め方向の和が、対角線以外でも等しくなるような物を完全方陣または汎魔方陣と呼ぶ。
一辺nが4以上でかつ n≠4k+2 の時、完全方陣が作成可能である。
例:
{\displaystyle {\begin{bmatrix}6&12&7&9\\15&1&14&4\\10&8&11&5\\3&13&2&16\end{bmatrix}}}
この図において斜めの和を見ると、
- 6+1+11+16 = 12+14+5+3 = 7+4+10+13 = 9+15+8+2 = 34
- 9+14+8+3 = 7+1+10+16 = 12+15+5+2 = 6+4+11+13 = 34

が成り立っている。
その他、「四隅（上図では6+9+3+16）」の合計が34になる。
さらに、「任意の2×2の固まり」も、34になる（「カド」と「中央」の2×2の固まりの合計は、どんな4×4の魔方陣でも必ず34になる））。
ペントミノ（T型）の5つの数字の合計が34になるものもある。
| 6  | 12 | 7  | 9  |
| 15 | 1  | 14 | 4  |
| 10 | 8  | 11 | 5  |
| 3  | 13 | 2  | 16 |

| 2  | 7  | 14 | 11 |
| 16 | 9  | 4  | 5  |
| 3  | 6  | 15 | 10 |
| 13 | 12 | 1  | 8  |

また、任意の「斜めの一つ置き」の和は、17になる。上の図では
- 6+11、12+5、15+2、1+16、7+10、9+8、14+3、4+13の8組

### 多重魔方陣
すべての数を2乗しても、縦・横の和が一定になる物を多重魔方陣（multimagic square）と呼ぶ。
例:
{\displaystyle {\begin{bmatrix}16&41&36&5&27&62&55&18\\26&63&54&19&13&44&33&8\\1&40&45&12&22&51&58&31\\23&50&59&30&4&37&48&9\\38&3&10&47&49&24&29&60\\52&21&32&57&39&2&11&46\\43&14&7&34&64&25&20&53\\61&28&17&56&42&15&6&35\end{bmatrix}}}
図は8×8の魔方陣である。各列の数の合計は260になり、この各数を2乗すると、縦横の各列の和は11180になる。

### 親子方陣
n×n の魔方陣の中央部の (n-2)×(n-2) の部分も魔方陣として成り立っているものを親子方陣または同心方陣という。
| 3方陣かつ5方陣 楊輝「楊輝算法」より | 3方陣かつ5方陣 楊輝「楊輝算法」より | 3方陣かつ5方陣 楊輝「楊輝算法」より | 3方陣かつ5方陣 楊輝「楊輝算法」より | 3方陣かつ5方陣 楊輝「楊輝算法」より |
| ----------------------------------- | ----------------------------------- | ----------------------------------- | ----------------------------------- | ----------------------------------- |
| 1                                   | 23                                  | 16                                  | 4                                   | 21                                  |
| 15                                  | 14                                  | 7                                   | 18                                  | 11                                  |
| 24                                  | 17                                  | 13                                  | 9                                   | 2                                   |
| 20                                  | 8                                   | 19                                  | 12                                  | 6                                   |
| 5                                   | 3                                   | 10                                  | 22                                  | 25                                  |

### 奇数・偶数分離魔方陣
中央の奇数エリアと、四隅の偶数エリアに分かれているもの。
任意の奇数次において奇数・偶数分離魔方陣を作ることができる。
1を最上段の中央に置き、3以降の奇数を右斜め下方向へ配置していく。
偶数エリアは、すべて縦横それぞれの方向で等差になっている。
| 3方陣（15） 0 | 3方陣（15） 0 | 3方陣（15） 0 |
| ------------- | ------------- | ------------- |
| 6             | 1             | 8             |
| 7             | 5             | 3             |
| 2             | 9             | 4             |

| 5方陣（65） 偶数差：縦6横4 | 5方陣（65） 偶数差：縦6横4 | 5方陣（65） 偶数差：縦6横4 | 5方陣（65） 偶数差：縦6横4 | 5方陣（65） 偶数差：縦6横4 |
| -------------------------- | -------------------------- | -------------------------- | -------------------------- | -------------------------- |
| 14                         | 10                         | 1                          | 22                         | 18                         |
| 20                         | 11                         | 7                          | 3                          | 24                         |
| 21                         | 17                         | 13                         | 9                          | 5                          |
| 2                          | 23                         | 19                         | 15                         | 6                          |
| 8                          | 4                          | 25                         | 16                         | 12                         |

| 7方陣（175） 偶数差：縦8横6 | 7方陣（175） 偶数差：縦8横6 | 7方陣（175） 偶数差：縦8横6 | 7方陣（175） 偶数差：縦8横6 | 7方陣（175） 偶数差：縦8横6 | 7方陣（175） 偶数差：縦8横6 | 7方陣（175） 偶数差：縦8横6 |
| --------------------------- | --------------------------- | --------------------------- | --------------------------- | --------------------------- | --------------------------- | --------------------------- |
| 26                          | 20                          | 14                          | 1                           | 44                          | 38                          | 32                          |
| 34                          | 28                          | 15                          | 9                           | 3                           | 46                          | 40                          |
| 42                          | 29                          | 23                          | 17                          | 11                          | 5                           | 48                          |
| 43                          | 37                          | 31                          | 25                          | 19                          | 13                          | 7                           |
| 2                           | 45                          | 39                          | 33                          | 27                          | 21                          | 8                           |
| 10                          | 4                           | 47                          | 41                          | 35                          | 22                          | 16                          |
| 18                          | 12                          | 6                           | 49                          | 36                          | 30                          | 24                          |

### 対称魔方陣
n次の魔方陣の中で、中心に対して対称の位置にある2つの数字の和が常に n2+1 となるものを対称魔方陣と呼ぶ。
奇数次の場合「ヒンズーの連続方式」「バシェー方式」で作られたものは対称魔方陣となる。4の倍数次の対称魔方陣も既出の方法で作ることができる。4の倍数でない偶数次の対称魔方陣は作ることができない。
奇数次の対称魔方陣の中で、中央を通る4列の数字がそれぞれ等差数列をなしているものをシェフェルの魔方陣という。1935年にシェフェルという人物が発表したのが名前の由来であるが、建部賢弘も同様の性質を持つ魔方陣を発表している。

### ヘテロ陣のうちのアンチ陣
和がすべて異なるものをヘテロ陣、その和がすべて連続数になっているものをアンチ陣と呼ぶことがある。
縦・横・斜めの和が12から19の例（8がなく10を使用）。
{\displaystyle {\begin{bmatrix}4&10&5\\2&3&7\\9&1&6\end{bmatrix}}}

### 正方形分割方陣
1991年に魔方陣作家の阿部楽方によって発表された魔方陣。21個の異なる大きさの正方形に分割された224次の魔方陣であり、分割された21個の正方形も魔方陣として成立している。

### その他の魔方陣
以下は乗算した結果が等しくなる例
その1: 2のべき乗{1,2,4}と3のべき乗{1,3,9}を掛け合わせたものの例
縦・横・斜めの積がそれぞれ216である。(216=(1×2×4)×(1×3×9))
{\displaystyle {\begin{bmatrix}2&9&12\\36&6&1\\3&4&18\end{bmatrix}}}
以下のように分解することで構成要素がより明確になる。
| 2のべき乗の要素                                                   |  | 3のべき乗の要素                                                   |
| {\displaystyle {\begin{bmatrix}2&1&4\\4&2&1\\1&4&2\end{bmatrix}}} |  | {\displaystyle {\begin{bmatrix}1&9&3\\9&3&1\\3&1&9\end{bmatrix}}} |

その2: 奇数{1,3,5,7}と2のべき乗{1,2,4,8}を掛け合わせたものの例
縦・横・斜めの積がそれぞれ6720である。(6720=(1×3×5×7)×(1×2×4×8))
{\displaystyle {\begin{bmatrix}1&24&10&28\\14&20&3&8\\12&2&56&5\\40&7&4&6\end{bmatrix}}}
同様に以下のように分解することで構成要素を明確にできる。
| 奇数の要素                                                                       |  | 2のべき乗の要素                                                                  |
| {\displaystyle {\begin{bmatrix}1&3&5&7\\7&5&3&1\\3&1&7&5\\5&7&1&3\end{bmatrix}}} |  | {\displaystyle {\begin{bmatrix}1&8&2&4\\2&4&1&8\\4&2&8&1\\8&1&4&2\end{bmatrix}}} |

## ラテン方陣
n × n の各行各列に1~nを配置したものをラテン方陣という。これを2つ組合わせることでも魔方陣を作ることが可能である。
数独、ナンバープレースと呼ばれるペンシルパズルは、これに条件を付加した物である。

## 東洋占術

### 風水
魔法陣は風水羅盤派で重要な物として位置付けられている。古代中国人は宇宙は数学的原理に基づいてできていると信じており、数字は天地を司る見えない力を解く鍵であり、数字や魔法陣は大きな意味を持っていたという。紀元前2005年頃に伝説の川洛水から1匹の神聖な亀が現れたとされており、亀の甲羅には9つの数字が縦横3つずつ並んで描かれており、八卦図に対応するような形で設置されていたという。9つの数字は縦横斜め、どの列を3つずつ足しても合計が15になり、新月から満月までの日数と重なり、この数字配列は『河図洛書』の魔法陣として知られるようになり、神話となり、後天八卦と結び付いたという。計算は面倒な物であるため、転居・転職などの選日には予め計算されている「通勝」（とんしゅう）という暦として売り出されている。河図洛書図の数字は四神とも関連付けられるようになった。道教の魔術的な儀式は現在も河図洛書の魔法陣に基づいて行われている。ヘブライの土星シンボルは河図洛書の数字を繋げた形と類似している。

### 易の八卦

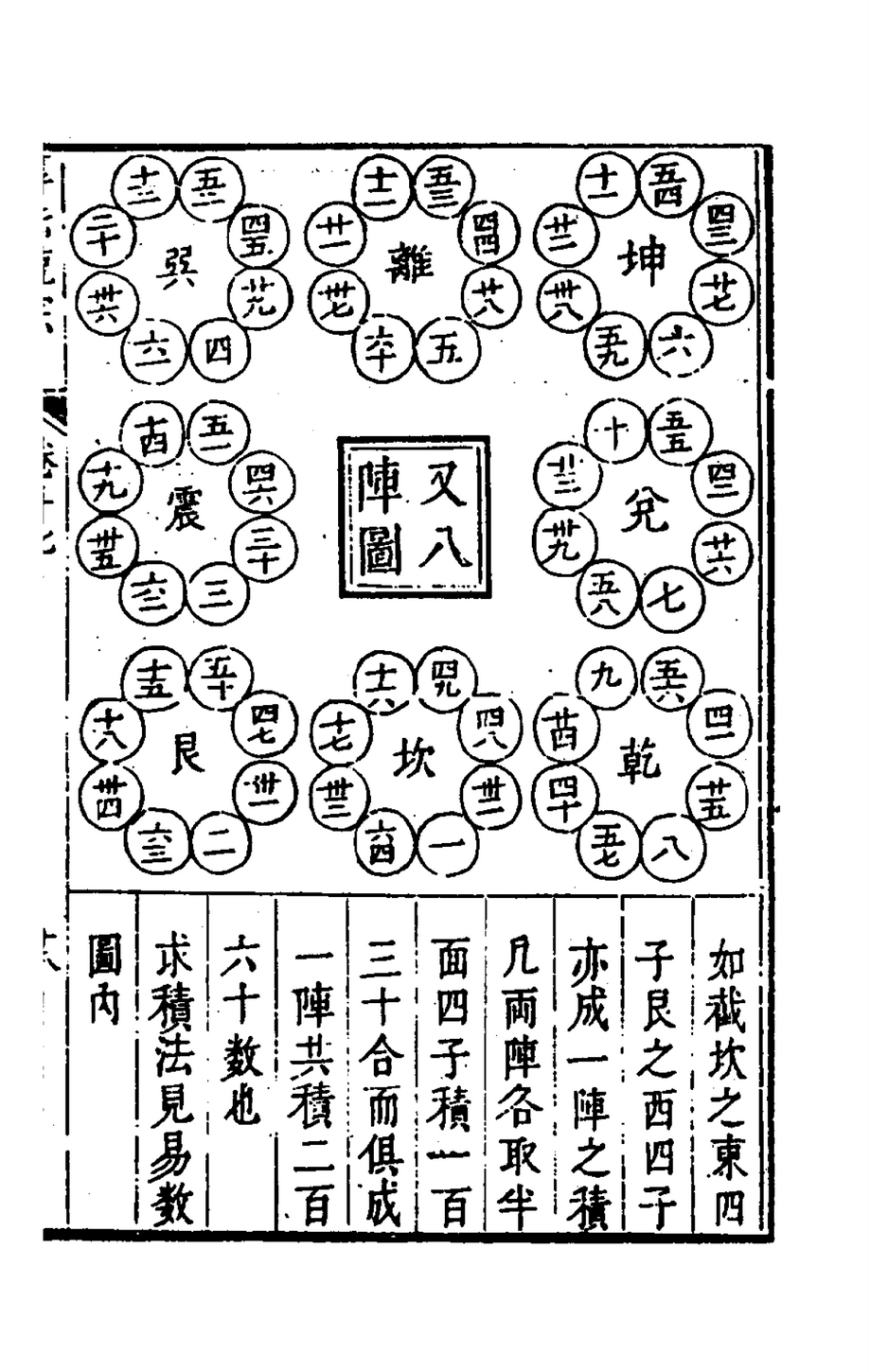
程大位の又八陣図

易の八卦のうち周易の「先天図」「帰蔵易（歸藏易は殷王朝の易）」「連山易（夏の易）」の三図は魔方陣的な図であり、卦に河図洛書と関わる数字を当てた場合、帰蔵図は魔方陣となる。連山易は風水羅盤に記載・使用される（正方形にしたが元図は八角形）。
| 艮 6 | 坤 1 | 震 8 |
| 坎 7 | 5    | 離 3 |
| 巽 2 | 乾 9 | 兌 4 |

| 坤 8 | 艮 7 | 離 3 |
| 巽 5 |      | 震 4 |
| 坎 6 | 兌 2 | 乾 1 |

| 兌 2 | 乾 1 | 巽 5 |
| 離 3 |      | 坎 6 |
| 震 4 | 坤 8 | 艮 7 |

## その他

### サイの目魔方陣
サイの目陣とも呼ばれる。